# Mortalité infantile

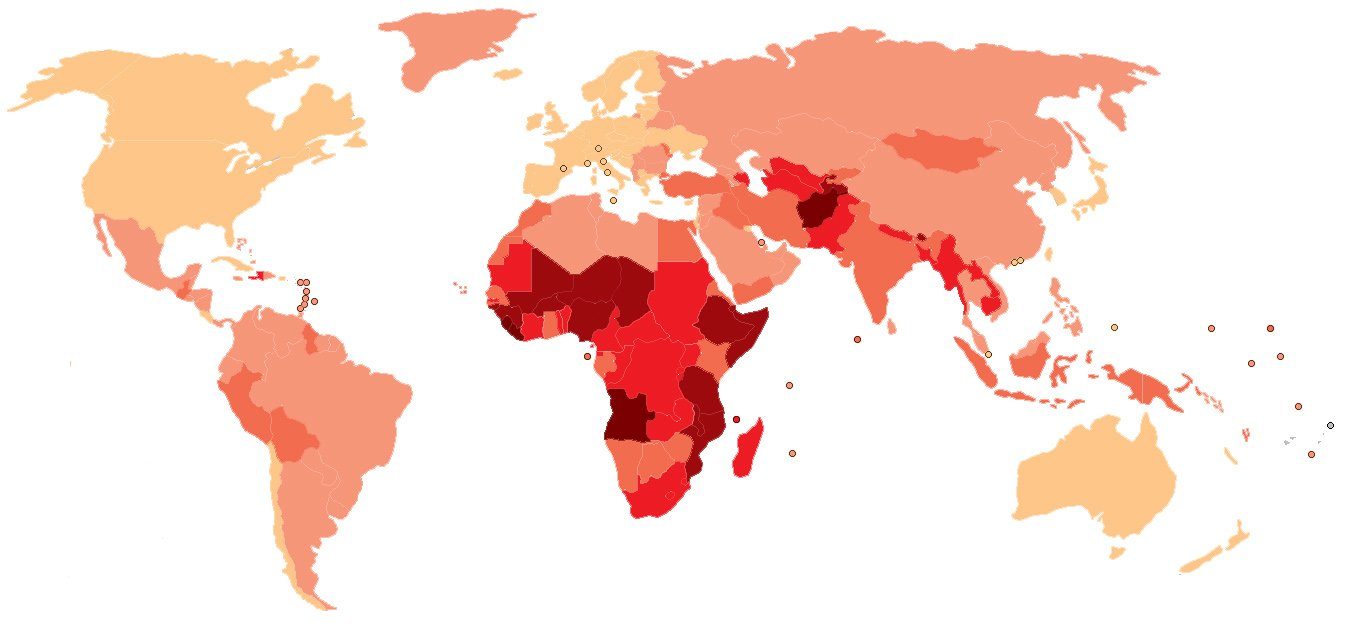
Taux de mortalité infantile pour 1000 naissances dans le monde en 2006.
0 ‰ - 10 ‰
10 ‰ - 30 ‰
30 ‰ - 60 ‰
60 ‰ - 90 ‰
90 ‰ - 130 ‰
+130 ‰

La mortalité infantile est une statistique calculée en faisant le rapport entre le nombre d'enfants morts avant l'âge d’un an sur le nombre total d’enfants nés vivants. Cette statistique est exprimée pour 1 000 naissances (‰). Elle sert essentiellement à juger de la qualité des soins obstétriques et pédiatriques d'un pays.
La réduction du taux de mortalité infantile par élimination des décès évitables d’enfants d’ici à 2030 fait partie des objectifs du millénaire pour le développement de l'Organisation des Nations unies.

## Périodes de vulnérabilité
La mortalité infantile peut être divisée en 3 parties distinctes: la mortalité néonatale précoce, qui concerne les décès survenant avant les 7 premiers jours de vie; la mortalité néonatale tardive, qui inclut les décès survenant entre le 7ème et le 27ème jour après la naissance; et enfin la mortalité post-néonatale, qui comprend les décès survenant entre le 28ème jour et le 364ème jour après la naissance. Le risque de décéder est le plus important la première semaine. En 2005, il est constaté que chaque année, 3,3 millions de nouveau-nés meurent à la naissance et 4 millions meurent avant 28 jours. Les décès infantiles sont aussi nombreux pendant cette période néonatale que pendant les 11 mois qui suivent.

## Causes et moyens de luttes
| Cause                                               | %    |
| --------------------------------------------------- | ---- |
| Mort à la naissance (infections, prématurité, etc.) | 37 % |
| Infections respiratoires aiguës                     | 20 % |
| Déshydratation due à la diarrhée                    | 16 % |
| Autres causes                                       | 10 % |
| Paludisme                                           | 8 %  |
| Rougeole                                            | 4 %  |
| Sida                                                | 3 %  |
| Traumatisme                                         | 3 %  |

À quelques exceptions près, la mortalité infantile est beaucoup plus importante dans les pays en développement que dans les pays développés. Cela s'explique par les conditions sanitaires lors de la grossesse et de l'accouchement, mais aussi par le manque de soins aux nouveau-nés. 
Au Burkina Faso, une étude publiée dans Santé Publique a révélé que la mutilation génitale féminine, pratiquée sur près de 70 % des femmes, était associée à des complications obstétricales, de dystocie et de césarienne. Ainsi des techniques comme la vaccination, l'administration d'antibiotiques lors d'infections et la réhydratation lors des diarrhées évitent à nombre d'enfants de décéder. 
Outre l'amélioration des soins, on sait que plus le taux d'éducation des filles est élevé, plus le taux de mortalité infantile est bas. Mais les données historiques et notamment l'exemple européen montrent d'autres aspects très importants pour faire baisser le niveau de mortalité infantile : l'amélioration du niveau de vie (comme la salubrité des logements) et de la nutrition, et la baisse de la fécondité. Ainsi, la lutte pour la baisse de la mortalité infantile ne doit pas se faire sur un plan purement médical, mais également sociétal et économique. La consanguinité accroît le risque de mortalité à la naissance ou précoce,. Selon l'Organisation mondiale de la santé (OMS), la pollution de l'air est responsable de la mort d'environ 600000 enfants par an.

## Mort subite du nourrisson
Le syndrome de mort subite du nourrisson (SMSN), connu sous le nom de « mort au berceau », est la mort subite et imprévue d'un nourrisson âgé de moins d'un an, en apparence en bonne santé, dont la cause reste inexpliquée malgré une enquête détaillée incluant une autopsie et une analyse de l’histoire et des conditions de vie de l’enfant avant et au moment de son décès. 
Entre 2015 et 2020, environ 1 700 nourrissons de moins de 1 an sont décédés chaque année au Canada, dont 1 sur 15 (ou 110) pendant le sommeil. Bien que certains décès liés au sommeil soient dus à des causes naturelles telles que les maladies respiratoires et les malformations congénitales, la plupart (83 %) surviennent de manière inattendue et soudaine chez des nourrissons en bonne santé. 
Bien que la cause exacte du syndrome de la mort subite du nourrisson reste inexpliquée, une hypothèse publiée par le Journal of Neuropathology & Experimental Neurology propose que la SMSN puisse être causée par un déséquilibre de la sérotonine dans le cerveau. Un niveau insuffisant de sérotonine pourrait ainsi entraîner des problèmes respiratoires et cardiaques chez les nourrissons, ce qui pourrait causer leur mort subite. Les chercheuses ont examiné les cerveaux de nourrissons décédés subitement ainsi que ceux de nourrissons décédés de causes diverses, telles que d'infections. Des différences de niveaux de sérotonine dans le tronc cérébral, la région du cerveau contrôlant la respiration et le rythme cardiaque, ont été constatées, soutenant l'hypothèse avancée. Les auteures proposent donc que la détection précoce des niveaux de sérotonine chez les nourrissons puisse aider à prévenir le SMSN. Toutefois, il convient de noter que cette hypothèse n'a pas encore été établie définitivement et nécessite des recherches supplémentaires.

## Influence du sexe
Au vu des chiffres il semble que les bébés de sexe féminin soient plus résistants ce qui a sans doute joué un rôle dans la pratique de la polygamie, au XIXe siècle il était courant d'habiller les bébés garçons en filles pour des raisons d'hygiène mais aussi, d'après certaines traditions familiales, pour « tromper la mort ».

## Évolution
| Années    | Taux | Années    | Taux |
| --------- | ---- | --------- | ---- |
| 1950–1955 | 45   | 2000–2005 | 4,2  |
| 1955–1960 | 34   | 2005–2010 | 3,7  |
| 1960–1965 | 25   | 2010–2015 | 3,3  |
| 1965–1970 | 20   | 2015–2020 | 2,8  |
| 1970–1975 | 16   | 2020–2025 | 2,5  |
| 1975–1980 | 12   | 2025–2030 | 2,2  |
| 1980–1985 | 9,5  | 2030–2035 | 2,0  |
| 1985–1990 | 8    | 2035–2040 | 1,8  |
| 1990–1995 | 6,8  | 2040–2045 | 1,6  |
| 1995–2000 | 4,7  | 2045–2050 | 1,5  |

Au XVIIIe siècle en Europe, un enfant sur quatre meurt avant 1 an et un sur deux seulement arrive à l’âge adulte. La volonté de protéger contre la mortalité infantile les enfants issus de familles pauvres en France, est à l'origine de la création en 1788 de la Société de Charité maternelle, organisme philanthropique patronné par la Reine Marie- Antoinette. Au milieu du XIXe siècle, l'hygiène et les progrès de la médecine réduisent cette mortalité à moins de 200 ‰ dans les pays les plus en avance (150 en Grande-Bretagne, 170 en France).

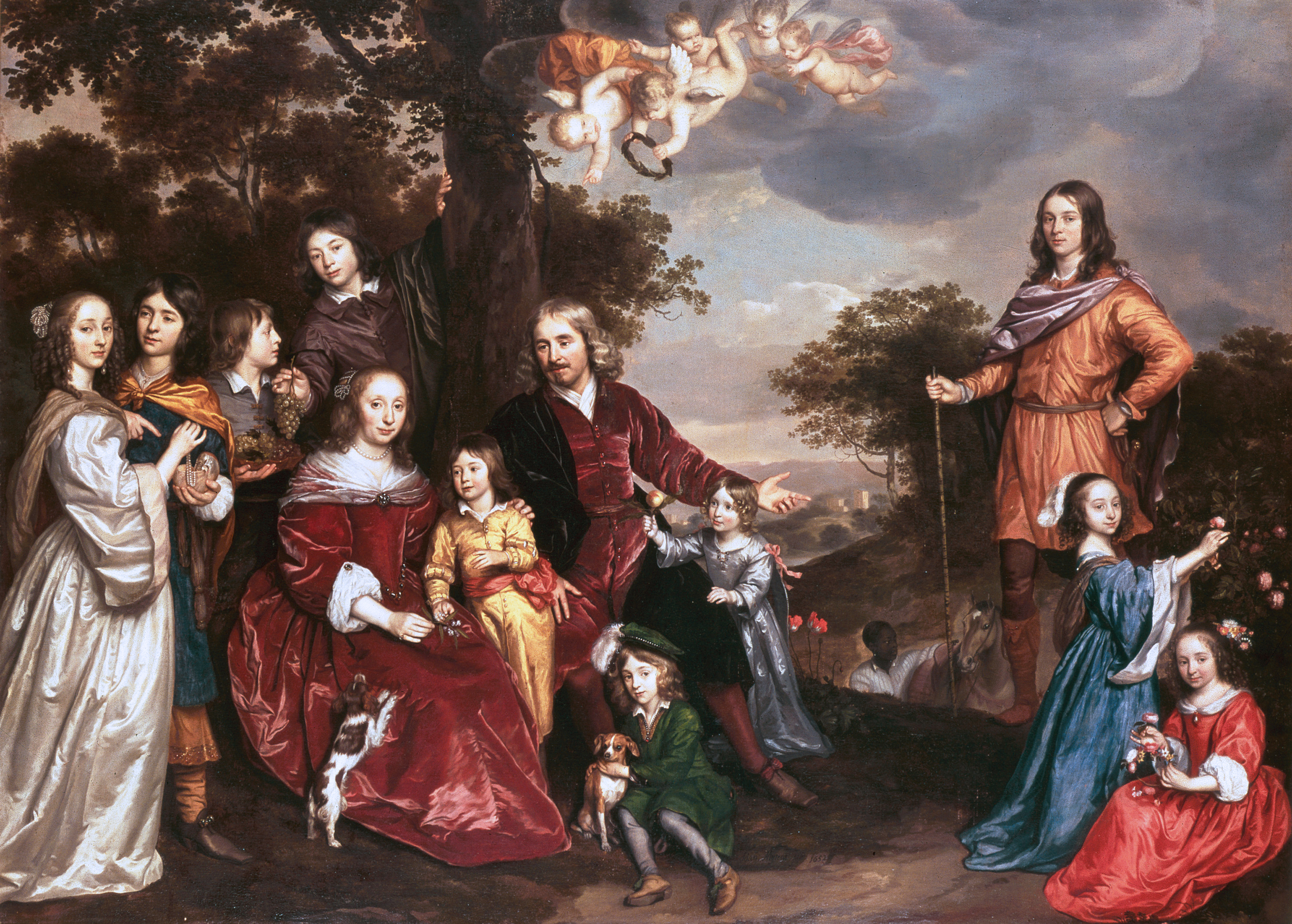
La Famille de Willem Van den Kerckhoven, peinture de Jan Mytens (1652) est un portrait de famille qui représente en angelots les cinq enfants du couple morts en bas âge.

De 1995 à 2000, le taux de mortalité infantile chute globalement sur tous les continents, mais avec des variations importantes, voire des aggravations locales en Afrique ou (en France de 2012 à 2019), pour des raisons multiples et complexes (crises économiques, guerres, séropositivité au VIH de la mère…) ; le taux de mortalité infantile en Afrique subsaharienne est néanmoins passé de 174 pour mille en 1990 à 121 pour mille en 2010). Certaines augmentations sont comprises, vraisemblablement liées au fait que les nouveau-nés ont un indice de vitalité assez mauvais qui concourent à augmenter le taux de mortalité.)
De 2000 à 2017, 123 millions d’enfants de moins de cinq ans sont morts dans les pays à bas et moyens revenus. Les taux de mortalité peuvent cependant varier fortement, même entre pays pauvres. Ainsi, en 2017, seuls quatre enfants sur 1 000 mourraient avant cinq ans dans la région de Santa Clara à Cuba, alors ce taux se montait à 195 sur 1 000 dans la région de Garki, au Nigeria. Selon la Haut-Commissaire de l’ONU aux droits de l’homme, « l’accès aux traitements médicaux n’est que l’un des éléments (…) Les facteurs qui contribuent aux décès sont liés à des maux plus vastes : la pauvreté, la discrimination et l’injustice ».

## En France
Le taux de mortalité infantile a fortement diminué en 50 ans avec en 2017, six fois moins de nouveau-nés décédés qu’en 1967. En 1967, en France métropolitaine, 2,7 % des personnes décédées étaient nées en 1967, soit 14 900 bébés. L'amélioration a encore été constante de 2001 à 2005 mais, un point d’inflexion a été enregistré dans cette courbe d'amélioration, en 2005. Puis après un point de rupture en 2012 le taux de mortalité infantile a remonté (+ 7%, soit une mortalité infantile de 3,32 en 2012 passée à 3,56 décès pour 1 000 naissances vivantes en 2019).
Les analyses de sensibilité[2] ont confirmé qu'il ne s'agissait pas d'un artefact statistique par exemple lié à des pratiques d’état-civil, ou à la modification des pratiques médicales pour la prise en charge des nouveau-nés atteints d’affections graves.
Ainsi en 2016, 3,8 nouveau-nés sur mille en moyenne sont morts avant leur premier anniversaire. Et en 2017, en France métropolitaine, 0,4 % des personnes décédées sont nées en 2017, soit 2 400 nouveau-nés, six fois moins que cinquante ans auparavant.
Une étude de l'INSERM (2022) a confirmé une augmentation significative (1 200 décès en excès observés chaque année en France avant l’âge d’un an par rapport à des pays comme la Suède et la Finlande) du taux de mortalité infantile sur 7 ans de 2012 à 2019, éloignant la France, de ce point de vue, d’autres pays aux économies développées. Durant ces sept années, 53 077 décès de nourrissons ont été enregistrés en France pour 14 622 096 naissances vivantes (= taux de mortalité infantile moyen de 3,63/1000 ; 4,00 chez les garçons, 3,25 chez les filles). Près d’un quart des décès (24,4%) ont eu lieu le premier jour de vie et près de la moitié (47,8%) lors la première semaine suivant la naissance.
Une étude publiée en mars 2025 précise que la France se situe au 23e rang sur les 27 États de l'Union européenne en termes de mortalité infantile en 2022, « une chute marquée par rapport aux années 1990, où elle figurait parmi les pays les mieux classés ». Selon cette étude de l'INED, le taux de mortalité infantile atteint 4,5 pour mille chez les garçons et 3,7 pour mille chez les filles pour toute la France en 2022, contre respectivement 3,5 et 3,0 en moyenne dans l'UE. Une douzaine de pays européens obtiennent des taux inférieurs à 3 pour mille. Plusieurs raisons ont été évoquées pour expliquer cette hausse : allongement du temps de trajet avec la fermeture d'une maternité sur trois, précarisation d'une part croissante des mères, avec d'ailleurs un de taux de mortaité infantile plus élevés chez les ouvrières, les employées et les femmes inactives que chez les cadres . Il semble toutefois que ce soit la dégradation du circuit de soins des prématurés qui en soit la principale cause, avec une organisation peu  modifiée depuis la fin des années 1990 face à des prématurités plus avancées, et la saturation des services, avec des lits et du personnel manquants.

## Au Canada
Selon les données de l'Institut national de santé publique du Québec (INSPQ), le taux de mortalité infantile au Canada en 2018 était de 4,9 décès pour 1 000 naissances vivantes. Cette diminution s'explique par l'amélioration des conditions socio-économiques et sanitaires, la généralisation de l'accès aux soins médicaux et l’adoption de programmes de prévention de la mortalité infantile. Cela représente une baisse significative par rapport aux années précédentes, mais il reste encore du travail à faire afin d’atteindre les objectifs fixés par les autorités de santé du Québec. En effet, le gouvernement du Québec a mis en place des programmes, tels que la surveillance des interventions obstétricales, contribuant à la baisse des taux de décès chez les nourrissons. Malgré cette amélioration, certaines populations sont encore plus vulnérables que d'autres. Une étude menée par Jacques Henripin a révélé que la mortalité infantile était plus élevée chez les bébés nés de mères adolescentes. Cette situation était associée à des taux plus élevés de prématurité, de faible poids à la naissance et d'infections. Une étude réalisée par Godelieve Masuy-Stroobant à démontrer que la mortalité infantile chez les résidents permanents était plus élevée que chez les Québécois de souche. Cela est en partie causé par un accès plus limité aux soins de santé, par un niveau de vie plus bas et par des conditions de logement défavorables. Dans une province comme le Québec, le taux de mortalité infantile était d'environ 100 décès pour 1 000 naissances vivantes aux alentours des années 1930. Les maladies infectieuses telles que la diphtérie, la scarlatine et la rougeole étaient répandues et sévissaient en permanence. C’est l'entérite, une maladie causée par la consommation de lait contaminé, qui était le principal facteur de mortalité infantile car elle a tué plus d'enfants que toutes les autres maladies réunies. Le taux de mortalité infantile à ensuite diminué de 70% pour atteindre 30 décès pour 1 000 naissances vivantes au début des années 1960. La baisse massive de ce taux observée dans les pays occidentaux est grandement due aux progrès de la médecine et de l’hygiène publique car les maladies infectieuses et celles causées par des parasites, qui étaient autrefois des causes majeures de mortalité infantile, ont pratiquement disparu. En 2008, le Québec possédait maintenant un des taux de mortalité infantile les plus bas comparativement aux autres provinces du Canada. Au cours des deux dernières décennies du 20e siècle, le Québec a connu une baisse importante de la mortalité infantile. Selon l’Agence de Santé publique du Canada, cette amélioration est due à une meilleure qualité des soins de santé maternels et infantiles, une meilleure nutrition, une amélioration des conditions socio sanitaires et une meilleure alimentation des nouveau-nés. Il était descendu à 3,3 pour 1 000 naissances vivantes, les principales causes étant devenues les malformations congénitales, les anomalies chromosomiques, les problèmes d’asphyxie, ainsi que la prématurité.